# Irina Lepșa
Irina Lăcrămioara Lepșa (6 giugno 1992) è una sollevatrice romena plurimedagliata europea, che ha gareggiato nei pesi leggeri e pesi medi.

## Carriera
Iniziò la carriera internazionale nel 2009, ai campionati mondiali juniores di Bucarest, dove giunse al decimo posto, e agli europei giovanili di Eilat dove si piazzò al quarto posto. Vinse un oro, un argento e un bronzo ai campionati europei juniores tra il 2011 e il 2013 (l'ultimo nella categoria Under-23), e da senior conquistò cinque medaglie d'argento ai campionati europei tra il 2013 e il 2019.
Ai campionati mondiali partecipò a quattro edizioni: i suoi risultati migliori furono il settimo posto ad Almaty nel 2014 e il quinto posto a Pattaya nel 2019. Nell'ottobre dello stesso anno fu inserita dal Comitato Olimpico Nazionale Romeno tra le possibili partecipanti alle Olimpiadi di Tokyo del 2020, ma non passò le qualificazioni.